# 超空自衛隊
『超空自衛隊』（ちょうくうじえいたい）は、富永浩史によって書かれた架空戦記・SF小説のシリーズ。自衛隊・災害派遣部隊がタイムスリップに巻き込まれたことによる、第二次世界大戦中での日本軍との共闘を中心に描いている。

## 概要
本作の大きな特徴は、タイムスリップした自衛隊が災害派遣のために施設科を中心として編成されていたという事である。そのため、自衛隊がタイムスリップする架空戦記の定番ともいえる、近代兵器を使った無双という描写はあまり無く、自衛隊は基本的に旧日本軍の後方支援を務め、未来の知識や最新の土木作業機械や戦闘工兵車を駆使しながら、連合国軍と戦いを繰り広げている。
学習研究社の歴史群像新書レーベルから刊行された。無印の1期と「SEASON II」と付記された2期の構成となっている。

## あらすじ
2010年南太平洋で発生した地震災害救援のため急行していた陸上自衛隊施設科部隊と海上自衛隊自衛艦が突然嵐に巻き込まれる。嵐が過ぎ去り、実害こそ無かったものの一部機能を除き通信システムがダウン。僚艦とも連絡がとれなくなる。
状況が理解できぬ自衛官達に追い討ちをかけるように突如表れたプロペラ単発の「米海軍機」からの攻撃、そして強行着艦してくる「零式艦上戦闘機」。その操縦士は坂井三郎であった…。

## 登場兵器
- おおすみ型輸送艦「おおすみ」
- たかなみ型護衛艦「さざなみ」
- エアクッション艇1号型
- 施設作業車
- 91式戦車橋
- 坑道掘削装置
- 75式ドーザ
- 道路障害作業車
- 92式浮橋
- 81式自走架柱橋
- 掩体掘削機
- 高機動車
- 偵察用オートバイ
- T-4中等練習機
- SH-60J哨戒ヘリコプター

## 既刊
1期
1. 富永浩史『超空自衛隊 奪回！ガダルカナル』学習研究社、2008年7月29日。ASIN B007ULSQIK。
2. 富永浩史『超空自衛隊 ダンピール要塞1943』学習研究社、2009年2月24日。ASIN B007ULSSGK。
3. 富永浩史『超空自衛隊 逆転！インパール作戦』学研プラス、2009年6月30日。ASIN B007VXGBYI。
4. 富永浩史『超空自衛隊 第二次真珠湾奇襲』学習研究社、2009年11月25日。ISBN 978-4054043626。
5. 富永浩史『超空自衛隊 南海の大決戦』学研プラス、2010年3月30日。ASIN B007ULSRCK。

2期
1. 富永浩史『超空自衛隊―ソ連軍満州侵攻』学研パブリッシング、2010年7月。ISBN 978-4054046399。
2. 富永浩史『超空自衛隊 第三次大戦勃発』学研プラス、2010年11月30日。ASIN B007ULSSYC。
3. 富永浩史『超空自衛隊 地球SOS』学研プラス、2011年4月26日。ASIN B007ULSRHK。